# 日本海間瀬サーキット
日本海間瀬サーキット（にほんかいまぜサーキット）は、新潟県新潟市西蒲区間瀬にあるサーキット。

## 概要
名前の通り日本海に面しており、弥彦山塊に属する樋曽山の麓に位置する。全長2Km・コーナー数14のテクニカルなコースで、自動車、オートバイ両方で走行可能である。
2000年代後半から2010年代後半にかけてはD1グランプリの下位カテゴリーであるD1ストリートリーガル（および後継シリーズのD1ライツ）が開催されるなどしていたが、近年は全日本クラスの大会は行われておらず、小規模なレースや走行会の開催が多い。また、自転車のロードレースの大会も開催されているまた、ドリフト走行会も行っている。。

## 歴史
1967年に当時医師であった藤田喜一が開設。日本で8番目、2025年時点で現存する中では5番目に開設されたサーキットである。当初はダートコースであったが、1970年に舗装化されロードコースとしてリニューアルされた。
1974年と1975年には、「日本海グランチャンピオン」の大会名で富士グランチャンピオンレースの車両を持ち込んだレースが行われ、それぞれ高橋国光と長谷見昌弘がポールトゥーウィンを飾った。キャンディーズのコンサートも併催され、チームルマン監督の土沼広芳がこれを見てレース業界に入ろうと決めたともいわれている。
1978年に一旦閉鎖されたが、1987年に営業を再開。再開にするにあたり当初左回りコースだったものを右回りコースに変更、加えて安全性向上のため若干レイアウトが変更された。再開イベントでは、ロータリーエンジンチューナーとして知られるRE雨宮や、当時の国内最高カテゴリーF3000マシンのデモ走行が行われた。機材トラブルによる、フォーミュラーカーの押し掛けという珍事でのスタートではあったが、サンテクニカルエンジニアリングチームが竹中工務店カラーのマーチ・87Bを持ち込み、飯田薫によるデモランが行われた。1988年4月、MFJ（日本モーターサイクルスポーツ協会）公認を受ける。
2012年3月まで中村隆士が経営者で、当サーキットと富山県富山市八尾町平林のおわらサーキットとをリンクさせ経営していたが、その中村隆士は土地所有者（地権者）となり、2025年現在は小山大介がオーナーを務めている。

## アクセス
- JR巻駅または岩室駅からウエスト観光バス間瀬線[11]で「間瀬本村」バス停下車後、北へ徒歩約10分
- 北陸自動車道・巻潟東ICから国道460号、新潟県道2号新潟寺泊線、新潟県道55号新潟五泉間瀬線、国道402号（越後七浦シーサイドライン）経由で約17km（所要時間約20分）

## 周辺
- 弥彦山スカイライン
- 岩室温泉

## その他
テレビ朝日のテレビ番組「ナニコレ珍百景」で「ドキドキする農作業」というタイトルで投稿があり、サーキットの内側に畑があることが紹介された。その後、同番組で再度取材され、2019年現在も畑は健在だが、高齢化で畑を辞める人が多く、利用しているのは1人だけになってしまったという。